# Оберемченко, Николай Васильевич
Николай Васильевич Оберемченко (27 сентября 1909 — 24 апреля 1945) — командир роты 1052-го стрелкового полка, 301-й стрелковой дивизии, 9-го стрелкового корпуса, 5-й ударной армии, 1-го Белорусского фронта, капитан. Герой Советского Союза.

## Биография
Родился 27 сентября 1909 года в станице Хуторок ныне в черте города Новокубанск Краснодарского края. Работал продавцом в магазине.
В 1934 году призван в ряды Красной Армии. Вторично призван в июне 1941 года. В боях Великой Отечественной войны с 1941 года. Воевал на 1-м Белорусском фронте.
Указом Президиума Верховного Совета СССР от 27 февраля 1945 года за образцовое выполнение боевых заданий командования и проявленные при этом мужество и героизм капитану Оберемченко Николаю Васильевичу присвоено звание Героя Советского Союза с вручением ордена Ленина и медали «Золотая Звезда».
24 апреля 1945 года при удержании плацдарма на Шпрее в критический момент боя майор Н. В. Оберемченко поднял батальон и сам повел его в контратаку. В этом бою он погиб.